# Awesomic
Awesomic — маркетплейс, що працює як онлайн-платформа та дозволяє компаніям знаходити дизайнерів, інженерів, маркетологів та інших віддалених професіоналів без співбесіди за фіксованою ціною. Компанія була заснована 2020 року Романом Севастом і Стейсі Павлишиною та має штаб-квартиру в Сан-Франциско, Каліфорнія, США.

## Історія
Awesomic був заснований 2020 року Стейсі Павлишиною та Романом Севастом. Перша версія вебплатформи для пошуку дизайнерів була запущена 2019 року, а в липні 2020 року компанія змінила назву на Awesomic. На початку діяльності компанія зосереджувалася на з'єднанні бізнесів із дизайнерами, а пізніше додала також інженерів, маркетологів та інших віддалених спеціалістів.
У серпні 2020 року компанія залучила передзерновий раунд від європейських інвесторів. Фінансові деталі угоди не розголошуються, але, як повідомив генеральний директор Awesomic Роман Севаст, мова йшла про шестизначну суму.
2021 року стартап обрали для участі в літній акселераторській програмі в Y Combinator, де він отримав $125 тис. інвестицій. Пізніше того ж року Awesomic залучила 2 мільйони доларів США під час зернового раунду. Компанію визнали найшвидше зростальним стартапом в Україні 2021 року, а її засновників включили до списку Forbes 30 до 30.
Під час російського вторгнення в Україну 2022 року Awesomic продовжувала роботу, підтримуючи обслуговування, попри збої інфраструктури, використовуючи генератори та Starlink. У серпні 2022 року Awesomic стала одним із 16 українських стартапів, які отримали фінансову допомогу в рамках ініціативи Google for Startups Ukraine Support Fund обсягом $5 млн і отримали фінансування без передачі частки. Також 2022 року Awesomic була серед стартапів, які представляли Україну на Web Summit 2022 у Лісабоні та отримала нагороду Red Dot Award у категорії «Бренди та комунікаційний дизайн».
У березні 2023 року компанія зібрала 800 000 доларів фінансування. Інвестиції надали Pioneer Fund, Flyer One Ventures, Red Rooster Ventures, керівний директор Y Combinator Майкл Сейбел і партнер групи Y Combinator Джаред Фрідман.
2024 року компанія відкрила офіс у Сан-Франциско.
24 січня 2025 року OpenAI запустила агент ШІ під назвою Operator, призначений для керування комп'ютерами та виконання різноманітних завдань. Український стартап Awesomic восени 2024 року презентував подібну концепцію під назвою ChatGPT (що означає «помічник») генеральному директору OpenAI Сему Альтману.

## Діяльність
Платформа Awesomic автоматично з'єднує бізнеси з дизайнерами, інженерами, маркетологами та іншими спеціалістами, дозволяючи отримувати результати протягом 24 годин. Користувачі створюють завдання у мобільному застосунку Awesomic, після чого алгоритм аналізує завдання й обирає спеціаліста з відповідними навичками та досвідом для його виконання. Платформа працює за моделлю підписки, що надає доступ до таких послуг, як дизайн UI/UX, брендування, проєктування та розробку. Клієнти можуть подавати завдання, які потім розподіляються серед професіоналів згідно з вимогами проєкту. Також є можливість повної співпраці з професіоналом. Клієнти отримують оновлення щодо статусу виконаних завдань щодня протягом робочого тижня.
Awesomic виконав понад 10 000 проєктів для понад 1500 клієнтів, включно з Reface, Ciklum і приблизно 200 випускниками Y Combinator.
З початку широкомасштабної війни Росії проти України компанія підтримує Збройні сили України.